# فرانسیسکو الیاس ریکلمه
فرانسیسکو الیاس ریکلمه (اسپانیایی: Francisco Elías Riquelme‎؛ ‏ ۲۶ ژوئن ۱۸۹۰ – ۸ ژوئن ۱۹۷۷) کارگردان فیلم، و تهیه‌کننده فیلم اهل اسپانیا بود.
وی نخستین فیلم صدادار سینمای اسپانیا با نام «اسرار پوئرتا دل سول» را در سال ۱۹۲۸ میلادی تهیه و منتشر کرد که در آن زمان ۱۸٬۰۰۰ پزوتا هزینه داشت.